# Kyphosus cornelii
Kyphosus cornelii är en fiskart som först beskrevs av Whitley, 1944.  Kyphosus cornelii ingår i släktet Kyphosus och familjen Kyphosidae. Inga underarter finns listade i Catalogue of Life.